# Family Circle Cup 1988
Il Family Circle Cup 1988 è stato un torneo di tennis giocato sulla terra verde.
È stata la 16ª edizione del Family Circle Cup, che fa parte della categoria Tier II nell'ambito del WTA Tour 1988.
Si è giocato al Sea Pines Plantation di Hilton Head Island negli Stati Uniti dal 4 al 10 aprile 1988.

## Campionesse

### Singolare
Martina Navrátilová ha battuto in finale  Gabriela Sabatini con il punteggio di 6–1, 4–6, 6–4

### Doppio
Lori McNeil /  Martina Navrátilová hanno battuto in finale  Claudia Kohde Kilsch /  Gabriela Sabatini con il punteggio di 6–2, 2–6, 6–3